# Höörsandsten

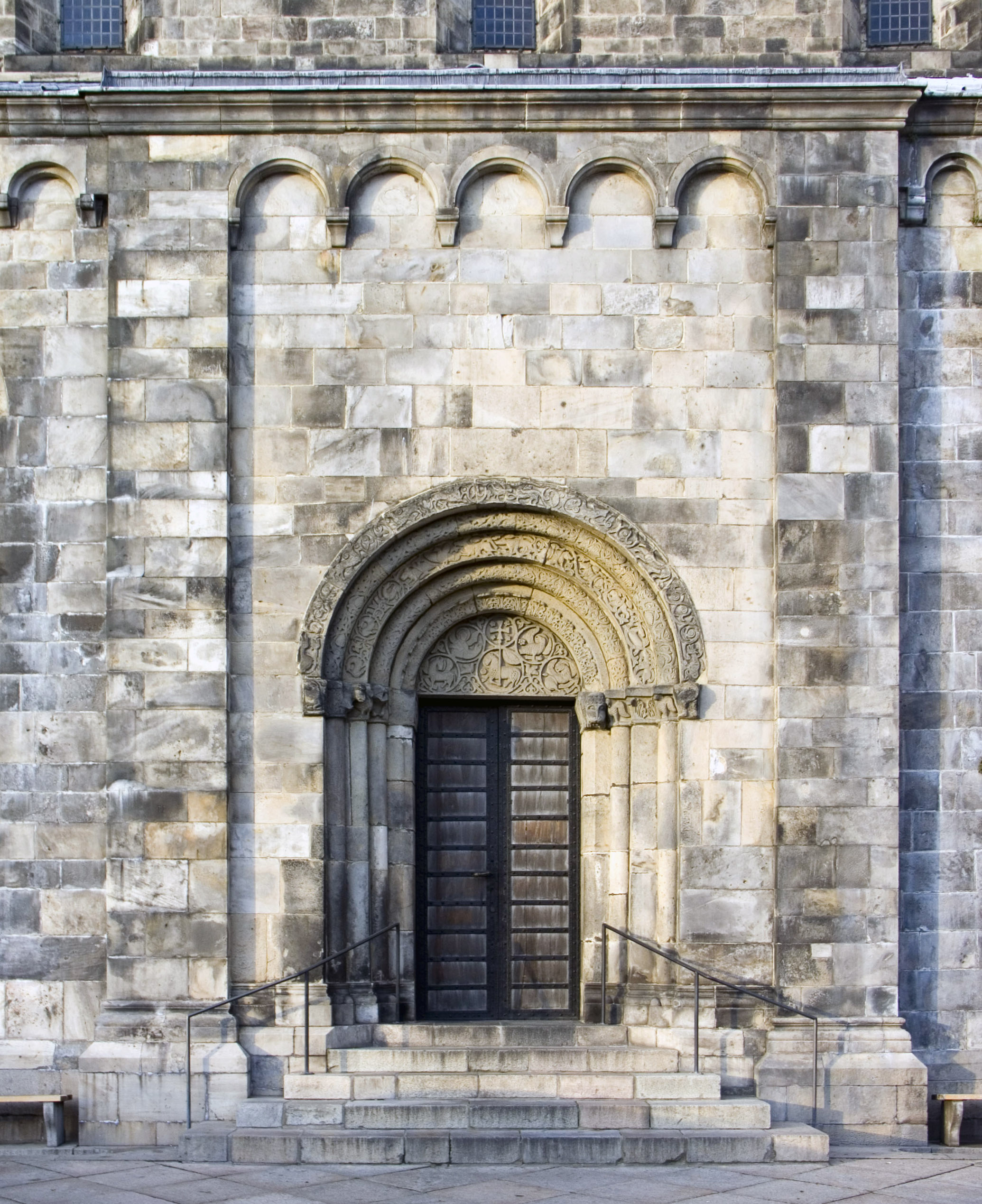
Södra porten till Lunds domkyrka

Höörsandsten är en till äldre jura hörande, i Skåne förekommande, sandstensbildning, direkt vilande på urberggrunden och bildade av vittringsprodukten kvarts, med ett delvis kaoliniskt bindemedel.
Höörsandsten förekommer på ett antal platser vid och i närheten Ringsjön i Höörs och Eslövs kommuner. Höörsandstenen består av två avdelningar, en undre, grovkornig och en övre, mera fin- och jämnkornig. Bägge har i hög grad fått praktisk användning, den nedre till kvarnstenar och den övre redan i medeltiden som byggnadssten. Brytning har skett i två områden: sydväst om Höör (Stenskogen, Stanstorp) och norr om Stockamöllan (Vittseröd). Byggnadssten i höörsandsten har mestadels använts lokalt i Skåne, medan kvarnstenar både använts lokalt och exporterats, via Malmö och Landskrona.
Höörsandsten har använts för Lunds domkyrka och för Höörs kyrka. Vid Carl Georg Brunius restaurering av Lunds domkyrka 1832–60 användes sten från Stanstorp och vid Helgo Zettervalls fortsatta restaurering sten från Vittseröd. Ersättningssten för nutida arbeten tas från Stanstorpsgraven, som numera ägs av Lunds stift.
Merparten av byggnadssten till Lunds domkyrka är höörsandsten. I början av byggnadsarbetet användes dock helsingborgssandsten.
Höörsandstenen innehåller växtfossil, vilket redan i början av 1800-talet väckte uppmärksamhet och blev vetenskapligt behandlat. I höörsandsten har man även funnit djurfossil, främst musslor, bland annat av släktet Cardinia, som har anknytning till faunan i motsvarande bildningar i nordvästra Skåne.